# امیاوار
امیاوار (به انگلیسی: Amiyawar) یک منطقهٔ مسکونی در هند است که در بیهار واقع شده‌است.

## خصوصیات
امیاوار ۱۳٬۰۰۰ نفر جمعیت دارد و ۱۰۱ متر بالاتر از سطح دریا واقع شده‌است.